# Dugesia (ver plat)
Genre
Dugesia est un genre de vers plats d'eau douce de la famille des Dugesiidae. Le genre possède 111 espèces valides.

## Systématique
Le nom valide complet (avec auteur) de ce taxon est Dugesia Girard, 1850.

### Homonymie
Ce nom de genre ne doit pas être confondu avec Dugesia A. Gray, un genre de plantes de la famille des Asteraceae.

### Synonymes deDugesia
Dugesia Girard, 1850 a pour synonyme les genres suivants :
- Euplanaria Hesse, 1897 ;
- Geopaludicola Komarek, 1919[1].

### Liste des espèces
Selon la base de données World Register of Marine Species (13 janvier 2024), le genre Dugesia contient les espèces suivantes :
- Dugesia absoloni (Komarek, 1919)
- Dugesia aenigma De Vries, 1984
- Dugesia aethiopica Stocchino, Corso, Manconi & Pala, 2002
- Dugesia afromontana Stocchino & Sluys, 2012
- Dugesia andamanensis (Kaburaki, 1925)
- Dugesia annandalei (Kaburaki, 1918)
- Dugesia arabica Harrath & Sluys, 2013
- Dugesia arcadia De Vries, 1988
- Dugesia ariadnae De Vries, 1984
- Dugesia artesiana Sluys & Grant, 2007
- Dugesia astrocheta Marcus, 1953
- Dugesia aurea Leria, 2020
- Dugesia austroasiatica Kawakatsu, 1985
- Dugesia bactriana de Beauchamp, 1959
- Dugesia bakurianica Porfirieva, 1958
- Dugesia batuensis Ball, 1970
- Dugesia benazzii Lepori, 1951
- Dugesia bengalensis Kawakatsu, 1983
- Dugesia biblica Benazzi & Banchetti, 1973
- Dugesia bifida Stocchino & Sluys, 2014
- Dugesia bijuga Harrath & Sluys, 2019
- Dugesia borneana Kawakatsu, 1972
- Dugesia brachycephala (Bohmig, 1897)
- Dugesia brigantii De Vries & Benazzi, 1983
- Dugesia burmaensis (Kaburaki, 1918)
- Dugesia capensis Sluys, 2007
- Dugesia chichkovi (Hranova, 1929)
- Dugesia constrictiva Chen & Dong, 2022
- Dugesia corbata Leria, 2020
- Dugesia cretica (Meixner, 1928)
- Dugesia damoae De Vries, 1984
- Dugesia debeauchampi De Vries, 1988
- Dugesia deharvengi Kawakatsu & Mitchell, 1989
- Dugesia didiaphragma De Vries, 1988
- Dugesia dubia (Borelli, 1895)
- Dugesia ectophysa Marcus, 1953
- Dugesia effusa Sluys, 2013
- Dugesia elegans De Vries, 1984
- Dugesia etrusca Benazzi, 1944
- Dugesia fissipara (Kennel, 1888)
- Dugesia foeni Ball, 1977
- Dugesia fontinalis (Nurse, 1950)
- Dugesia golanica Bromley & Benazzi, 1991
- Dugesia gonocephala (Duges, 1830)
- Dugesia gonocephaloides Girard, 1850
- Dugesia hepta Pala, Casu & Vacca, 1981
- Dugesia hoernesi (Weiss, 1909)
- Dugesia hymanae (Sivickis, 1928)
- Dugesia iheringii (Bohmig, 1887)
- Dugesia ilvana Lepori, 1948
- Dugesia improvisa Sluys & Sola, 2013
- Dugesia indica Kawakatsu, 1969
- Dugesia indonesiana Kawakatsu, 1973
- Dugesia iranica Livanov, 1951
- Dugesia izuensis Kato, 1943
- Dugesia japonica Ichikawa & Kawakatsu, 1964
- Dugesia krishnaswamyi Kawakatsu, 1975
- Dugesia lamottei de Beauchamp, 1952
- Dugesia lanzai Banchetti & del Papa, 1972
- Dugesia lata (Sivickis, 1923)
- Dugesia laurentiana (Borelli, 1897)
- Dugesia leclerci Kawakatsu & Mitchel, 1995
- Dugesia leporii Pala, Stocchino, Corso & Casu, 2000
- Dugesia libanica Bromley & Benazzi, 1991
- Dugesia liguriensis De Vries, 1988
- Dugesia lindbergi de Beauchamp, 1959
- Dugesia machadoi de Beauchamp, 1952
- Dugesia maculata (Leidy, 1847)
- Dugesia maghrebiana Stocchino, Manconi, Corso, Sluys, Casu & Pala, 2009
- Dugesia majuscula Chen & Dong, 2021
- Dugesia malickyi De Vries, 1984
- Dugesia mertoni (Steinmann, 1914)
- Dugesia michaelsoni (Bohmig, 1902)
- Dugesia microbursalis (Hyman, 1931)
- Dugesia milloti Beauchamp, 1952
- Dugesia minotauros De Vries, 1984
- Dugesia mirabilis De Vries, 1988
- Dugesia modesta Girard, 1893
- Dugesia monomyoda Marcus, 1953
- Dugesia montana Nurse, 1950
- Dugesia myopa De Vries, 1988
- Dugesia naiadis Sluys, 2013
- Dugesia nannophallus Ball, 1970
- Dugesia nansheae De Vries, 1988
- Dugesia neumanni (Neppi, 1904)
- Dugesia nonatoi Marcus, 1946
- Dugesia notogaea Sluys & Kawakatsu, 1998
- Dugesia novaguineana Kawakatsu, 1976
- Dugesia parasagitta Sluys & Sola, 2013
- Dugesia polyorchis (Fuhrmann, 1912)
- Dugesia pustulata Harrath & Sluys, 2019
- Dugesia rincona Marcus, 1954
- Dugesia ryukyuensis Kawakatsu, 1976
- Dugesia sagitta (Schmidt, 1861)
- Dugesia schauinslandi (Neppi, 1904)
- Dugesia seclusa (de Beauchamp, 1940)
- Dugesia semiglobosa Chen & Dong, 2021
- Dugesia siamana Kawakatsu, 1980
- Dugesia sicula Lepori, 1948
- Dugesia similis (Bohmig, 1902)
- Dugesia sinensis Chen & Wang, 2015
- Dugesia subtentaculata (Draparnaud, 1801)
- Dugesia superioris Stocchino & Sluys, 2013
- Dugesia tamilensis Kawakatsu, 1980
- Dugesia tanganyikae (Laidlaw, 1906)
- Dugesia tubqalis Harrath & Sluys, 2012
- Dugesia uenorum Kawakatsu & Mitchel, 1995
- Dugesia umbonata Song & Wang, 2020
- Dugesia venusta (Bohmig, 1897)
- Dugesia vestibularis De Vries, 1988
- Dugesia wytegrensis (Sabussow, 1907)

### Synonymes, reclassements, suppressions
D'après World Register of Marine Species (13 janvier 2024), les noms d'espèces suivants sont des synonymes. Sauf mention contraire, les genres des espèces reclassées appartiennent à la famille des Dugesiidae.
- l'espèce Dugesia agilis (Stringer, 1909) est renommée en Girardia dorotocephala (Woodworth, 1897)
- l'espèce Dugesia alpina (Dana, 1766) est reclassée dans la famille des Planariidae sous le nom Crenobia alpina (Dana, 1766)
- l'espèce Dugesia ambigua (Bohmig, 1902) est renommée en Curtisia ambigua (Bohmig, 1902)
- l'espèce Dugesia anceps Kenk, 1930 est renommée en Girardia anceps (Kenk, 1930)
- l'espèce Dugesia anderlani Kawakatsu & Hauser, 1983 est renommée en Girardia anderlani (Kawakatsu & Hauser, 1983)
- l'espèce Dugesia andina (Borelli, 1895) est renommée en Girardia andina (Borelli, 1895)
- l'espèce Dugesia antillana Kenk, 1941 est renommée en Girardia antillana Kenk, 1941
- l'espèce Dugesia arimana Hyman, 1957 est renommée en Girardia arimana (Hyman, 1957)
- l'espèce Dugesia arndti Marcus, 1946 est renommée en Girardia arndti Marcus, 1946
- l'espèce Dugesia barbarae Mitchell & Kawakatsu, 1973 est renommée en Girardia barbarae (Mitchell & Kawakatsu, 1973)
- l'espèce Dugesia boehmigi (Weiss, 1910) est renommée en Euplanaria bohmigi (Weiss, 1910)
- l'espèce Dugesia bonaerensis Moretto, 1996 est renommée en Girardia bonaerensis (Moretto, 1996)
- l'espèce Dugesia camara Ball, 1977 est renommée en Spathula camara Ball, 1977
- l'espèce Dugesia cameliae (Fuhrmann, 1912) est renommée en Girardia cameliae (Fuhrmann, 1912)
- l'espèce Dugesia chilla Marcus, 1954 est renommée en Girardia chilla (Marcus, 1954)
- l'espèce Dugesia cubana Codreanu & Balcesco, 1973 est renommée en Girardia cubana Codreanu & Balcesco, 1973
- l'espèce Dugesia diabolis Hyman, 1956 est renommée en Girardia dorotocephala (Woodworth, 1897)
- l'espèce Dugesia dimorpha (Bohmig, 1902) est renommée en Girardia festai (Borelli, 1898)
- l'espèce Dugesia dorotocephala (Woodworth, 1897) est renommée en Girardia dorotocephala (Woodworth, 1897)
- l'espèce Dugesia evelinae Marcus, 1955 est renommée en Neppia evelinae Marcus, 1955
- l'espèce Dugesia falklandica (Westblad, 1952) est renommée en Neppia falklandica (Westblad, 1952)
- l'espèce Dugesia festae Borelli, 1898 est renommée en Girardia festai (Borelli, 1898)
- l'espèce Dugesia festai Borelli, 1898 est renommée en Girardia festai (Borelli, 1898)
- l'espèce Dugesia foremanii Girard, 1852 est renommée en Cura foremanii (Girard, 1852)
- l'espèce Dugesia glandulosa (Kenk, 1930) est renommée en Romankenkius glandulosus (Kenk, 1930)
- l'espèce Dugesia graffi (Weiss, 1909) est renommée en Girardia graffi (Weiss, 1909)
- l'espèce Dugesia guatemalensis Mitchell & Kawakatsu, 1973 est renommée en Girardia guatemalensis (Mitchell & Kawakatsu, 1973)
- l'espèce Dugesia hypoglauca Marcus, 1948 est renommée en Girardia hypoglauca Marcus, 1948
- l'espèce Dugesia iberica Gourbault & Benazzi, 1979 est synonyme de Dugesia subtentaculata (Draparnaud, 1801)
- l'espèce Dugesia jeanneli (de Beauchamp, 1913) est renommée en Neppia jeanneli (de Beauchamp, 1913)
- l'espèce Dugesia jenkinsae Benazzi & Gourbault, 1977 est renommée en Girardia jenkinsae Benazzi & Gourbault, 1977
- l'espèce Dugesia jimi Martins, 1970 est renommée en Girardia tigrina (Girard, 1850)
- l'espèce Dugesia longistriata (Fuhrmann, 1912) est renommée en Girardia longistriata (Fuhrmann, 1912)
- l'espèce Dugesia lugubris (Schmidt, 1861) est renommée en Schmidtea lugubris Schmidt, 1861
- l'espèce Dugesia mackenziei Mitchell & Kawakatsu, 1973 est renommée en Girardia mckenziei (Mitchell & Kawakatsu, 1973)
- l'espèce Dugesia mckenziei Mitchell & Kawakatsu, 1973 est renommée en Girardia mckenziei (Mitchell & Kawakatsu, 1973)
- l'espèce Dugesia mediterranea Benazzi, Baguna, Ballester & del Papa, 1975 est renommée en Schmidtea mediterranea Benazzi, Baguna, Ballester & del Papa, 1975
- l'espèce Dugesia minatauros De Vries, 1984 est synonyme de Dugesia minotauros De Vries, 1984 (literature misspelling)
- l'espèce Dugesia paeta (Marcus, 1955) est renommée en Neppia paeta (Marcus, 1955)
- l'espèce Dugesia paramensis (Fuhrmann, 1912) est renommée en Girardia paramensis Fuhrmann, 1912
- l'espèce Dugesia patagonica (Borelli, 1901) est renommée en Romankenkius patagonicus (Borelli, 1901)
- l'espèce Dugesia pinguis (Weiss, 1910) est renommée en Cura pinguis (Weiss, 1909)
- l'espèce Dugesia polychroa (Schmidt, 1861) est renommée en Schmidtea polychroa (Schmidt, 1861)
- l'espèce Dugesia precaucasica Porfirieva, 1958 est synonyme de Dugesia gonocephala precaucasica Porfirieva, 1958
- l'espèce Dugesia sanchezi Hyman, 1959 est renommée en Girardia festai (Borelli, 1898)
- l'espèce Dugesia schubarti (Marcus, 1946) est renommée en Girardia schubarti (Marcus, 1946)
- l'espèce Dugesia tahitiensis Gourbault, 1977 est renommée en Girardia tahitiensis Gourbault, 1977
- l'espèce Dugesia taurocaucasica (Livanov, 1951) est synonyme de Dugesia gonocephala taurocaucasica (Livanov, 1951)
- l'espèce Dugesia tigrina (Girard, 1850) est renommée en Girardia tigrina (Girard, 1850)
- l'espèce Dugesia tinga (Marcus, 1955) est renommée en Neppia tinga (Marcus, 1955)
- l'espèce Dugesia titicacana Hyman, 1939 est renommée en Girardia titicacana (Hyman, 1939)
- l'espèce Dugesia torva (Müller OF, 1773) est reclassée dans la famille des Planariidae sous le nom  Planaria torva (Müller OF, 1773)
- l'espèce Dugesia transcaucasica (Livanov, 1951) est synonyme de Dugesia gonocephala transcaucasica (Livanov, 1951)
- l'espèce Dugesia typhlomexicana Mitchell & Kawakatsu, 1973 est renommée en Girardia typhlomexicana (Mitchell & Kawakatsu, 1973)
- l'espèce Dugesia ururiograndeana Kawakatsu, Hauser & Ponce de Leon, 1992 est renommée en Girardia ururiograndeana (Kawakatsu, Hauser & Ponce de Leon, 1992)
- l'espèce Dugesia veneranda Martins, 1970 est renommée en Girardia chilla (Marcus, 1954)
- l'espèce Dugesia wimbimba Marcus, 1970 est renommée en Neppia wimbimba (Marcus, 1970).

L'espèce Dugesia aberana Neppi, 1904 est un nomen nudum, donc invalide. 
Les espèces suivantes sont des nomen dubium, donc non retenues :
- Dugesia aborensis (Whitehouse, 1913) ;
- Dugesia barroisi (Whitehouse, 1914) ;
- Dugesia bilineata (Kaburaki, 1918) ;
- Dugesia persica Behzad, Masoud & Mahmood, 1998 ;
- Dugesia rava (Weiss, 1909) ;
- Dugesia tiberiensis (Whitehouse, 1914)[1].

Les espèces suivantes sont des taxa inquirenda, donc non retenus :
- Dugesia colapha Dahm, 1967 ;
- Dugesia congolensis de Beauchamp, 1951 ;
- Dugesia salina (Whitehouse, 1914) ;
- Dugesia sudanica Dahm, 1971[1].